# Tilly-sur-Seulles
Tilly-sur-Seulles és un municipi francès situat al departament de Calvados i a la regió de Normandia. L'any 2007 tenia 1.447 habitants.

## Demografia

### Població
El 2007 la població de fet de Tilly-sur-Seulles era de 1.447 persones. Hi havia 522 famílies de les quals 115 eren unipersonals (37 homes vivint sols i 78 dones vivint soles), 170 parelles sense fills, 214 parelles amb fills i 23 famílies monoparentals amb fills.
La població ha evolucionat segons el següent gràfic:
Habitants censats

### Habitatges
El 2007 hi havia 581 habitatges, 545 eren l'habitatge principal de la família, 9 eren segones residències i 27 estaven desocupats. 539 eren cases i 23 eren apartaments. Dels 545 habitatges principals, 349 estaven ocupats pels seus propietaris, 176 estaven llogats i ocupats pels llogaters i 21 estaven cedits a títol gratuït; 3 tenien una cambra, 22 en tenien dues, 86 en tenien tres, 157 en tenien quatre i 277 en tenien cinc o més. 460 habitatges disposaven pel capbaix d'una plaça de pàrquing. A 253 habitatges hi havia un automòbil i a 254 n'hi havia dos o més.

### Piràmide de població
La piràmide de població per edats i sexe el 2009 era:
| Homes | Edats   | Dones |
| ----- | ------- | ----- |
| 4     | 95 o +  | 8     |
| 8     | 90 a 94 | 8     |
| 4     | 85 a 89 | 16    |
| 8     | 80 a 84 | 8     |
| 28    | 75 a 79 | 40    |
| 20    | 70 a 74 | 28    |
| 32    | 65 a 69 | 28    |
| 24    | 60 a 64 | 32    |
| 28    | 55 a 59 | 8     |
| 40    | 50 a 54 | 60    |
| 64    | 45 a 49 | 36    |
| 60    | 40 a 44 | 68    |
| 40    | 35 a 39 | 48    |
| 24    | 30 a 34 | 32    |
| 28    | 25 a 29 | 12    |
| 40    | 20 a 24 | 40    |
| 52    | 15 a 19 | 56    |
| 52    | 10 a 14 | 36    |
| 48    | 5 a 9   | 28    |
| 48    | 0 a 4   | 40    |

## Economia
El 2007 la població en edat de treballar era de 913 persones, 665 eren actives i 248 eren inactives. De les 665 persones actives 592 estaven ocupades (314 homes i 278 dones) i 74 estaven aturades (28 homes i 46 dones). De les 248 persones inactives 76 estaven jubilades, 94 estaven estudiant i 78 estaven classificades com a «altres inactius».

### Ingressos
El 2009 a Tilly-sur-Seulles hi havia 594 unitats fiscals que integraven 1.595,5 persones, la mediana anual d'ingressos fiscals per persona era de 17.338 €.

### Activitats econòmiques
Dels 83 establiments que hi havia el 2007, 1 era d'una empresa extractiva, 2 d'empreses alimentàries, 3 d'empreses de fabricació d'altres productes industrials, 13 d'empreses de construcció, 12 d'empreses de comerç i reparació d'automòbils, 6 d'empreses de transport, 5 d'empreses d'hostatgeria i restauració, 4 d'empreses financeres, 7 d'empreses immobiliàries, 11 d'empreses de serveis, 15 d'entitats de l'administració pública i 4 d'empreses classificades com a «altres activitats de serveis».
Dels 28 establiments de servei als particulars que hi havia el 2009, 1 era una oficina d'administració d'Hisenda pública, 1 gendarmeria, 1 oficina de correu, 2 oficines bancàries, 1 taller de reparació d'automòbils i de material agrícola, 1 taller d'inspecció tècnica de vehicles, 1 paleta, 2 guixaires pintors, 3 fusteries, 4 lampisteries, 1 electricista, 3 perruqueries, 2 veterinaris, 2 restaurants, 2 agències immobiliàries i 1 saló de bellesa.
Dels 8 establiments comercials que hi havia el 2009, 1 era un hipermercat, 2 fleques, 2 carnisseries, 1 una botiga d'equipament de la llar, 1 una botiga de material de revestiment de parets i terra i 1 una joieria.
L'any 2000 a Tilly-sur-Seulles hi havia 14 explotacions agrícoles que ocupaven un total de 364 hectàrees.

## Equipaments sanitaris i escolars
El 2009 hi havia 1 farmàcia i 1 ambulància.
El 2009 hi havia 1 escola maternal i 2 escoles elementals. Tilly-sur-Seulles disposava d'un col·legi d'educació secundària amb 284 alumnes.

## Poblacions més properes
El següent diagrama mostra les poblacions més properes.